# Maxim’s Caterers

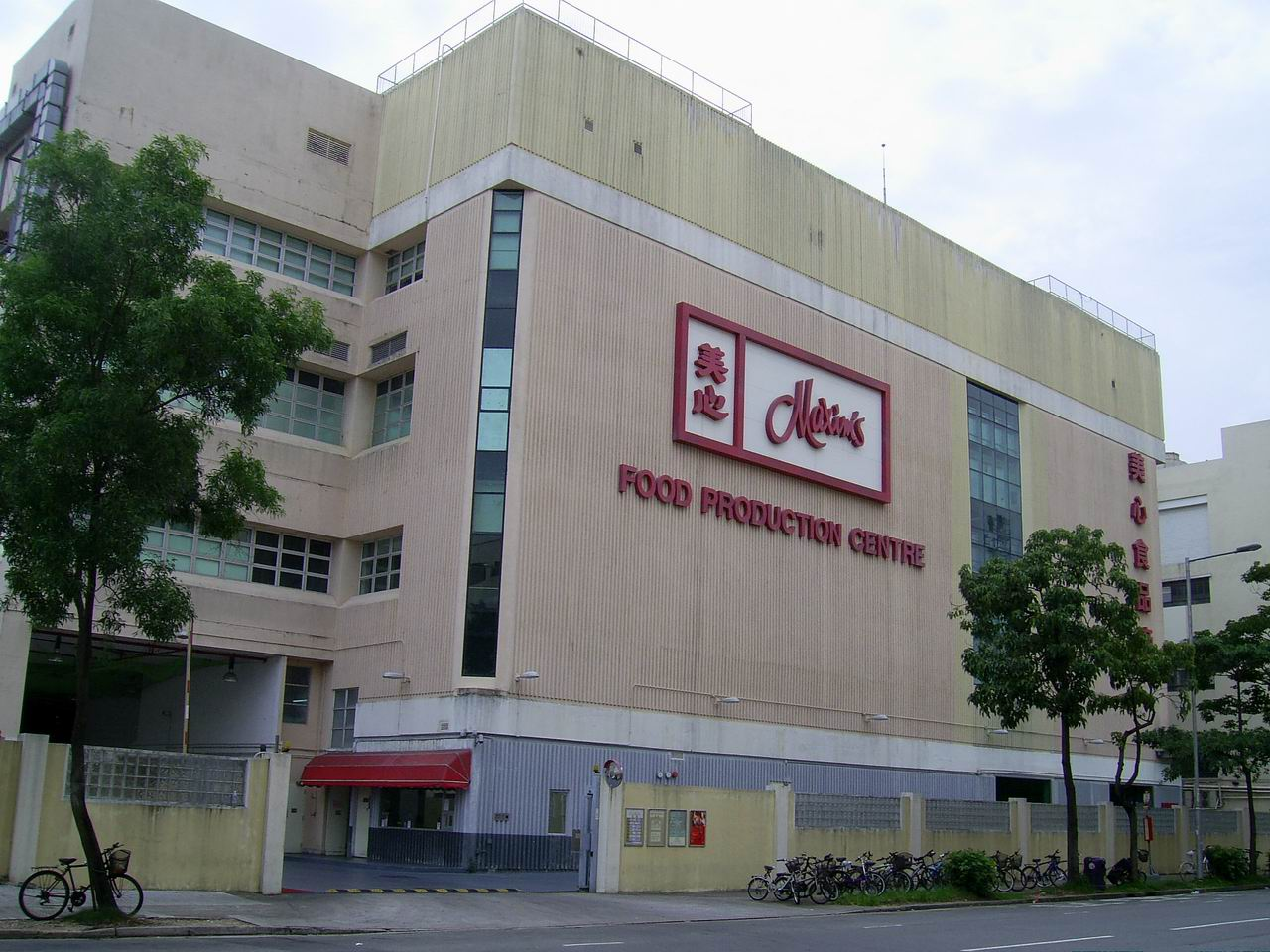
Maxim’s Food ProductionCentre

Maxim’s Caterers Limited (chinesisch: 美心食品有限公司) ist eine Lebensmittel-, Getränke- und Restaurantkette in Hongkong. Sie befindet sich im gemeinsamen Besitz von Dairy Farm International Holdings Limited und Hong Kong Caterers Ltd. Das Unternehmen wurde 1956 gegründet und betreibt über 1.000 Filialen in Hongkong, China, Kambodscha und Vietnam. Dazu gehören Bäckereien, Fast-Food-Läden, Restaurants und Starbucks-Coffee-Shop-Lizenzen. Maxim’s Caterers hat ca. einen Umsatz von 1 Milliarde US-Dollar und ca. 20.000 Angestellte.

## Geschichte
Maxim’s wurde von den Brüdern James und S. T. Wu gegründet. Von Anfang an besaßen die Wu-Brüder etwa 40 % aller ausgegebenen und ausstehenden Aktien von HKCL und waren für das Wachstum und die Leitung des Unternehmens verantwortlich. Die feierliche Eröffnung des ersten Maxim’s-Restaurants, das sich im Untergeschoss des Telephone House in Zentral-Hongkong befand, fand am 3. Dezember 1956 statt.
Im Oktober 1972 wurde eine Holdinggesellschaft, Maxim's Caterers Limited, gegründet, um die Restaurantmarken Maxim’s und Jade Garden zu übernehmen. Bis Anfang 1973 betrieb die Gruppe 15 Restaurants. Der langjährige Geschäftsführer S. T. Wu trat Anfang 2000 zurück und wurde durch seinen Enkel Michael Wu Wei-kuo ersetzt, der zuvor als Chief Financial Officer tätig war.

## Kritik
Maxim’s Restaurants wurden von Naturschutzaktivisten ins Visier genommen, die sich über Maxim’s Unterstützung von Shark-Finning und über kontroverse Kommentare von Annie Wu, der Tochter eines der Maxim’s-Gründer, während der Proteste in Hongkong 2019/2020 aufregten.